# Brachygobius xanthozonus
Brachygobius xanthozonus es una especie de peces de la familia de los Gobiidae en el orden de los Perciformes.

## Morfología
Los machos pueden llegar a alcanzar los 3,8 cm de longitud total.

## Hábitat
Es un pez de clima tropical (25 °C-30 °C) y demersal.

## Distribución geográfica
Se encuentran en Asia:  Java, Sumatra y Borneo.

## Observaciones
Es inofensivo para los humanos.